# 공수부대

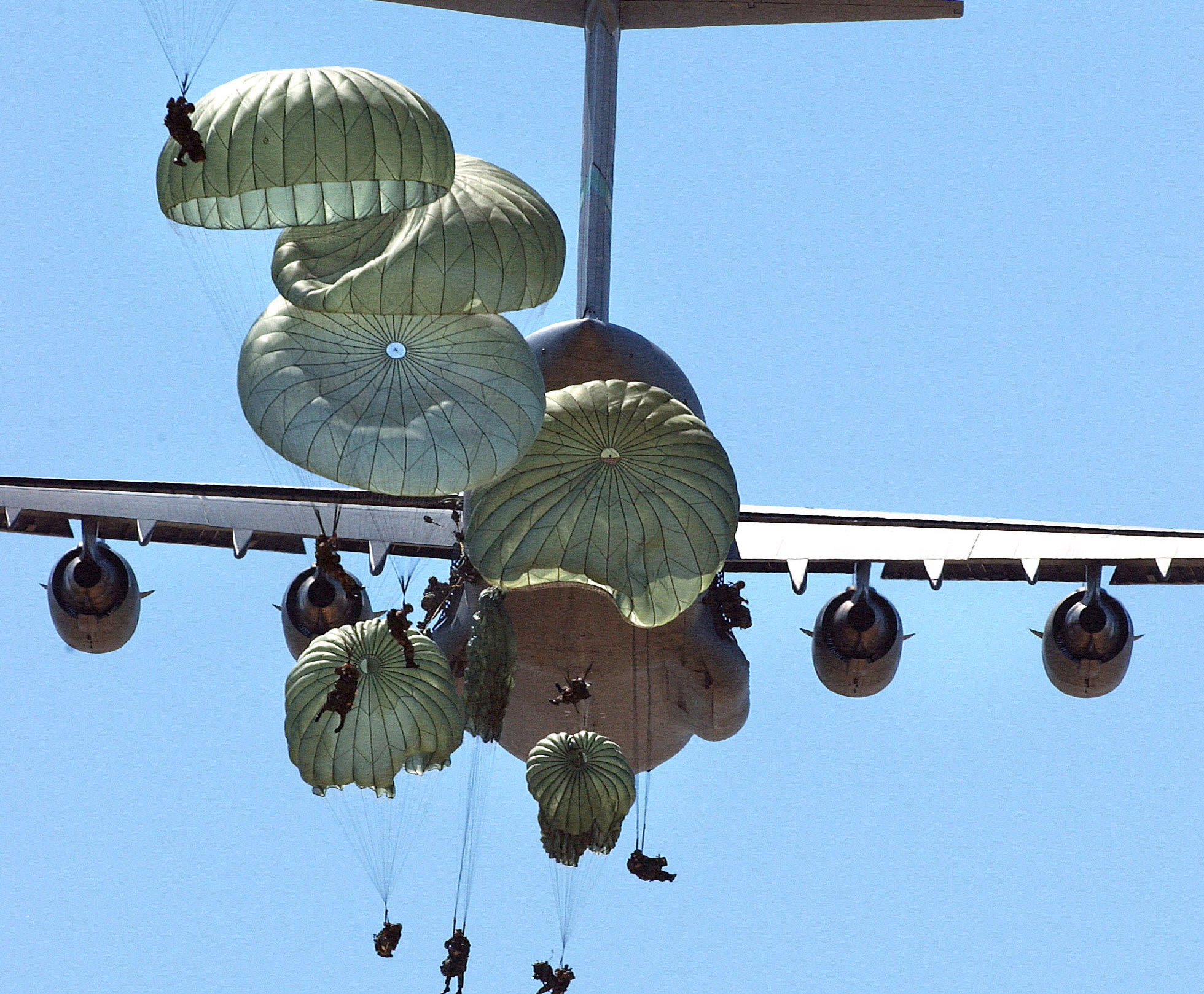
C-17 글로브마스터에서 강하중인 제82공수사단의 장병

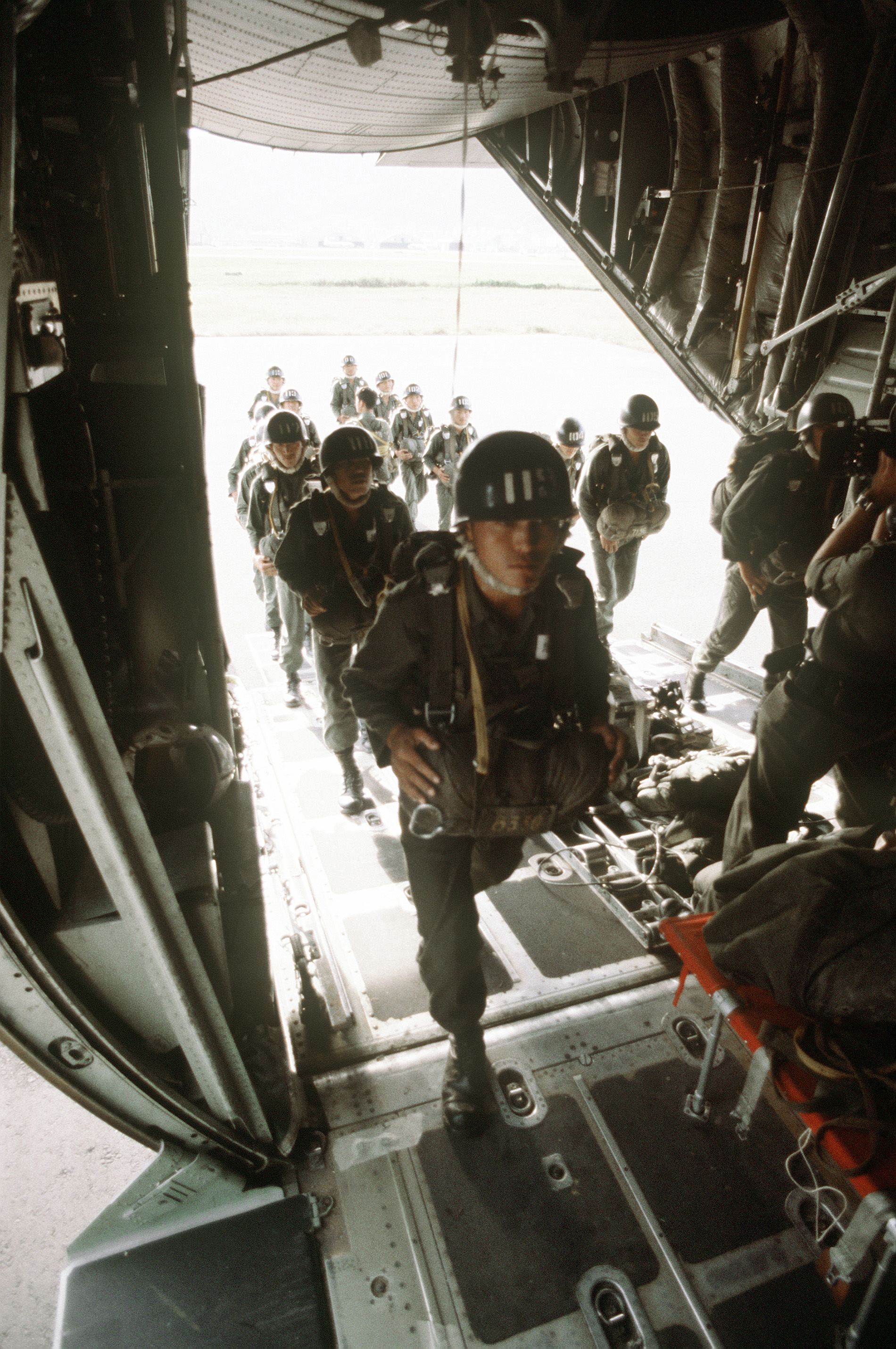
대한민국의 공수대원 (1980년 광주공군기지).

공수부대(空輸部隊, 영어: Airborne forces, 독일어: Luftlandetruppen) 혹은 공정부대(空挺部隊)는 항공기로 병력 및 군수 물자를 수송하여 낙하산을 이용하여 전략적 요충지에 공중강하(空中降下) 및 공중강습(空中強襲)을 통해 투입되어 적군과 싸우는 부대를 의미한다. 따라서, 공수부대는 전선 너머 적군의 배후로 은밀히 침투하는 부대로 볼 수 있다.

## 의미
공수부대는 항공기로 병력 및 군수 물자를 수송하는 수송기 부대, 또는 낙하산을 이용하여 전략적 요지에 공수 낙하(空輸落下)하는 부대를 주로 보병으로 구성되어 있다. 공정부대(空挺部隊)로도 알려져 있다. 해병대가 바다에서 육지로 상륙하듯이, 공수부대는 공중에서 적지로 상륙한다. 따라서, 공수부대는 전선 너머 적군의 배후로 전개하여 은밀히 배치할 수 있다. 전개할 수 있는 부대의 규모는 수송기의 수와 크기에 의해서만 제한되므로 수송 능력만 충분히 주어지면 대규모 병력이 짧은 시간에 어디든지 나타날 수 있다. 
이를 강습 포위라고 한다. 하지만 공수부대는 일반적으로 장기간 작전을 위한 보급품 및 장비가 부족하기 때문에 장기적인 작전 수행보다는 단기적인 작전 후 공중을 통해 퇴각하는 종류의 작전에 더 적합하다. 또한, 함대사격과 같은 바다에서의 포격지원을 적극적으로 받는 해병대의 상륙과는 달리 공수부대의 경우 항공기의 폭격지원을 받을 수 있지만, 함대의 지원사격보단 약한편이고 게다가 제공권이 완전히 확보돼야 비교할 수 있을만큼 밖에 안된다. 게다가, 낙하산을 통한 강하는 기상 악화에 특히 민감하다는 단점이 있다. 제2차 세계대전 이후 헬리콥터 기술의 진보는 공중 수송을 더욱 용이하게 만들었고, 이를 이용한 공중 강습이 가능해져서 낙하산을 통한 대규모 강하는 잘 이루어지지 않는다. 이루어진다 하더라도 미 82공수사단과 같은 극소수 정예사단만이 특수한 상황에서 구사할 뿐이다. 또한 글라이더를 통한 강습은 헬리콥터를 통한 공중강습으로 완전히 대체되었다.

## 개념 정리
비행기와 낙하산을 이용해 공중강하를 통해 지상에 투사되어 적군을 공격하는 군사작전은 공수강습(空輸強襲, airborne assault)(국내에서는 '공수강습'보다는 '공수작전'이라고 칭함) 이라고 하며, 헬리콥터 등을 이용해 지상에 투사되어 적군을 공격하는 군사작전은 공중강습(空中強襲, air assault)이라고 한다.
주로, 특히 미군의 경우 공수부대 소속 군인들은 보병이라고 불리지 않고, 공수대원 
(Paratrooper)이라는 명칭으로 불리며 고급전투인력 취급을 받는다. 헬기를 활용한 공중강습 인원들의 경우 Trooper 혹은 헬리본 강습보병(Heliborne Infantry)라고 부른다.
엄연히 특수부대와는 다른 개념이니 혼동하면 안된다. 공수부대는 정규군 정예부대이며, 특수부대는 특수전사령부 소속이다. 공수부대는 순수히 공수만을 침투 및 전투배치 수단으로써 다루지만, 특수부대에서 낙하산 강하 및 헬기로펠은 그들이 구사할 수 있는 수많은 침투수단 중 하나일 뿐이며, 육해공 다방면에서 다양한 침투를 구사하는 군 최고 정예인력이다.
정규 보병 중에서도 굉장한 엘리트 인력임은 확실하기에, 미합중국군의 경우 82공수사단 및 101공수사단에서 미합중국 특수작전사령부 (USSOCOM) 오퍼레이터가 되기위해 선발과정에 응시하는 이들이 많으며, 아예 공수군인 VDV를 운영하는 러시아 연방군의 경우에도 공수부대 경력 이후 스페츠나츠로 지원하는 경우가 많다.

## 창설 배경
미합중국 공군과 전략 폭격의 아버지 빌리 미첼이 고안한 것이 기록상으로는 최초이다. 1918년 9월의 연합군 대공세 때 독일군의 요충지 메츠에 미 제1사단을 낙하산으로 공중투하하자는 계획을 제시했던 것이다. 물론 당시에는 공수작전의 필요성과 효과가 그렇게 크지 않다고 판단하였기 때문에 상부의 반대가 있었고, 같은 해 11월의 종전으로 무산되었다. 하지만 미첼은 그 뒤로도 이 전술을 연구했고 논문으로 공수 작전의 유효성을 설파하기도 했다. 그 후로도 여러 번 공수작전을 논의하고 실험한 적은 있지만 정규적으로 만들어 운용한 것은 소련이 처음이다. 소련의 장군이자 군사전략가인 미하일 투하쳅스키는 제1차 세계대전에서 적의 두터운 방어력을 무력화시키기 위한 종심작전이론을 구상하였다. 초기 기갑부대의 빠른 기동력과 돌파력을 바탕으로 종심작전을 구사하다 공중수송을 통해 종심작전을 구사하는 방법을 생각해내었다. 이를 바탕으로, 공수부대란 개념이 완성되었고 1931년 첫 정규군 공수부대가 완성된 뒤, 소련의 공수부대는 주기적으로 확대되었다.

## 역사

### 초기의 공수부대
벤저민 프랭클린은 열기구를 통한 첫 유인 비행이 성공한 지 불과 몇 달 후 1784년에 공중 공격의 강력함을 상상했다.
"두 명을 들어올릴 수 있는 5천 개의 풍선의 비용은 전열함 5척의 비용보다 적을 것이다. 그리고 구름에서 내려오는 만 명의 사람들이 그들을 제압할 군인들이 오기 전에 무한정 학살하지 않도록 나라 전체에 군인을 배치할 수 있는 사람이 존재는 하겠는가?"
윈스턴 처칠은 제1차 세계대전 중 1917년 독일군의 배후를 공격하기 위해 공수부대 창설을 제안했지만, 현대적인 강하 작전이 구상된 것은 1918년 후반이었다. 루이스 브레튼 소령과 빌리 미첼 준장은 미 1사단의 부원들을 메츠 근처의 독일군 뒤에 투입할 것을 제안했다. 작전은 1919년 2월로 계획되었지만, 구체적으로 계획되기 전에 전쟁이 끝났다. 미첼은 계획된 보병 공격과 동시에 개조된 폭격기에서 낙하산을 이용하여 미군이 메츠 뒤로 강하하는 훈련을 신속하게 받을 수 있다고 생각했다.
전쟁이 끝난 후, 미 육군 항공국은 항공기의 날개에 부대원들을 실어 나르고, 낙하산을 펴며 강하하는 실험을 했다. 최초의 진정한 낙하산 강하는 1927년 11월에 이탈리아에서 이루어졌다. 이후 몇 년 안에 몇 개 대대가 증강되어 결국 폴고레와 넴보 2개 사단으로 편성되었다. 그들은 나중에 제2차 세계 대전에서 두각을 나타내며 싸웠지만, 낙하산 강하 작전에는 투입되지 않았다.
1927년 3월 27일 페루에서, 엔리케 태버니 엔텔라도르는 2,000m(6,600ft) 높이에서 비행 중인 클리포드 대위가 조종한 아브로 항공기에서 강하했으며, 페루 최초의 낙하산 부대원이 되었다. 나아가 1928년 5월 10일, 세사르 알바레즈 중위가 3,000m(9,800ft)의 높이에서 뛰어내리면서 최초의 공수부대원이 되었다.
거의 동시에 소련도 이 아이디어를 실험하고 있었는데, 전체 부대를 차량과 경전차로 완전히 강하시킬 계획이었다. 경험이 풍부한 강하 요원을 충분히 양성할 수 있도록, 필요에 따라 군인으로 양상하기 위한 목표로 낙하산 클럽을 조직했다. 1935년에는 키예프 군사지구 기동훈련에서 영국군 아티테 아르키발트 웨이벨 등 외국 참관인들에게 군단 크기 부대의 강하가 시연될 정도로 계획이 진전됐다.
관찰 당사국 중 하나인 나치 독일은 특히 관심이 많았다. 1936년 F. W. 이만스 소령은 스텐달(보르스텔)에 낙하산 학교를 세우라는 명령을 받고, 공수부대원 훈련에 사용할 Junkers Ju 52 항공기를 대량 구입했다. 첫 수업을 받은 반은 Ausbildungskommando Immans라고 알려져 있으며, 1936년 5월 3일에 첫 코스를 시작했다.
아르헨티나, 페루, 일본, 프랑스, 폴란드 등 다른 나라들도 이 무렵 공수부대를 편성했다. 프랑스는 공수부대에 여성들을 조직한 최초의 국가가 되었고, 평시에는 자연재해지역에 낙하산 부대가 될 200명의 간호사를 모집했으며 전시에는 제복 의료부대가 될 예비역도 채용했다.

### 제2차 세계대전

#### 독일
독일군 내 여러 부대가 자체 낙하산 부대를 만들고자 하였고, 그 결과, 루프트바페의 장군인 커트 스튜던트(Kurt Student)가 팔쉬름예거(Fallschirmjäger)로 알려진 낙하산 부대 개발의 총지휘를 맡게 되었다.
웨세뤼붕 작전에서 노르웨이와 덴마크 침공 중, 루프트바페는 공수부대원을 여러 곳에 강하시켰다. 덴마크에서는 작은 부대가 마스드뢰섬(Masnedø)에 있는 마스드뢰포트(Masnedøfort)에 강하해 팔스터섬과 뉴질랜드를 잇는 스토스트뢰름 다리(Storstrøm Bridge)를 점령했다. 노르웨이에서는 루프트와페가 작전을 펼치는 데 매우 중요했던 알보리 비행장에 강하했다.
프랑스 전투에서 브란덴부르크 연대 대원들은 피젤러 피 156 스토치 경정찰기를 타고 아르덴 남부를 관통하는 제10기갑사단의 진군 경로 바로 남쪽에 있는 다리에 착륙했다. 벨기에에서는 1940년 5월 10일 오전 벨기에의 에벤 에마엘 요새 위에 소규모의 독일 글라이더 부대가 착륙하여 포병 대다수를 무력화시켰다.
네덜란드는 역사상 처음으로 대규모 공수부대가 작전에 투입되었다. 네덜란드를 침공하는 동안, 독일인들은 거의 모든 루프트란데코프스를 전투에 투입했다. 루프트란데코프는 1개 사단의 낙하산 부대와 항공 착륙 부대에 수송 능력을 더한 공중 공격 부대였다. 이 부대의 존재는 이전까지 극비에 부쳐져 있었다.

### 에콰도르-페루아 전쟁
에콰도르-페루아 전쟁 중 페루군은 1941년 7월 27일 에콰도르 항구도시 푸에르토 볼리바르를 점령하는 등 독자적인 낙하산 부대를 창설하여 큰 효과를 얻었으며, 이는 미국이 공중부대를 전투에 사용한 최초의 사례이다.

## 대한민국의 공수부대

### 대한민국 육군
육군특수전사령부는 공수부대가 아닌 특수전 부대이며, 이는 관련 지식이 없는 사람들이 부르던 명칭이 굳어져 별명이 된 것 뿐이다. 다만 일반적인 타 해외선진 특수부대에 비해 병력규모가 지나치게 비대하며, 평균적인 교육훈련수준과 작계, "공수특전단"이라는 부대작명으로 인해 실질적으로 공수부대로 여기는 여론이 있다.
또한 특수전 부대인 특전사를 제외하고 보면가 정규전을 치루는 공중강습부대에는 제2신속대응사단이 있다. 다만 이는 낙하산을 피는 공수강습이 아닌, 헬기를 활용한 공중강습이다.

### 대한민국 해군
대한민국 해군 소속의 공수를 교육받는 부대는 UDT/SEAL이 있다. 해군특수전전단이라 불리는 UDT/SEAL 또한 특수전 부대이기에 절대로 공수부대가 아니다.

### 대한민국 해병대
대한민국 해병대 소속으로 공수교육을 받는 부대는 특수수색대(사령부 직할)  해병대 수색대(사단/여단 직할) 와 해병대 제1사단의 3개의 공정대대가 있다.
여기서 해병대는 물론이고 전군에서 유일한 순수 공수부대는 해병 1사단의 공정대대 뿐이다. 특수수색대 및 수색대는 각각 특수전 부대 혹은 정규군 산하 특수임무대이기 때문이다. 
해병대 제1사단의 공정대대 (21대대, 31대대, 73대대)는 해병대 공수교육을 이수하고 분기별 정기강하를 실시하며, 연대급 공정작전능력을 유지하고 있다.
경상북도 포항시에 위치한 해병대 교육훈련단에서 공수교육을 이수한다.
해병대 공수교육은 국방부 정식인가 교육과정으로 해병대 자체에서 공수교육이 필수인 부대원들과 해군의 특수전전단, 공군CCT, 국군정보사 특임대 등 의 교육생을 대상으로 위탁교육도 실시하고 있다.

## 세계의 공수부대

### 미국

#### 제101공수사단

제101공수사단의 패치

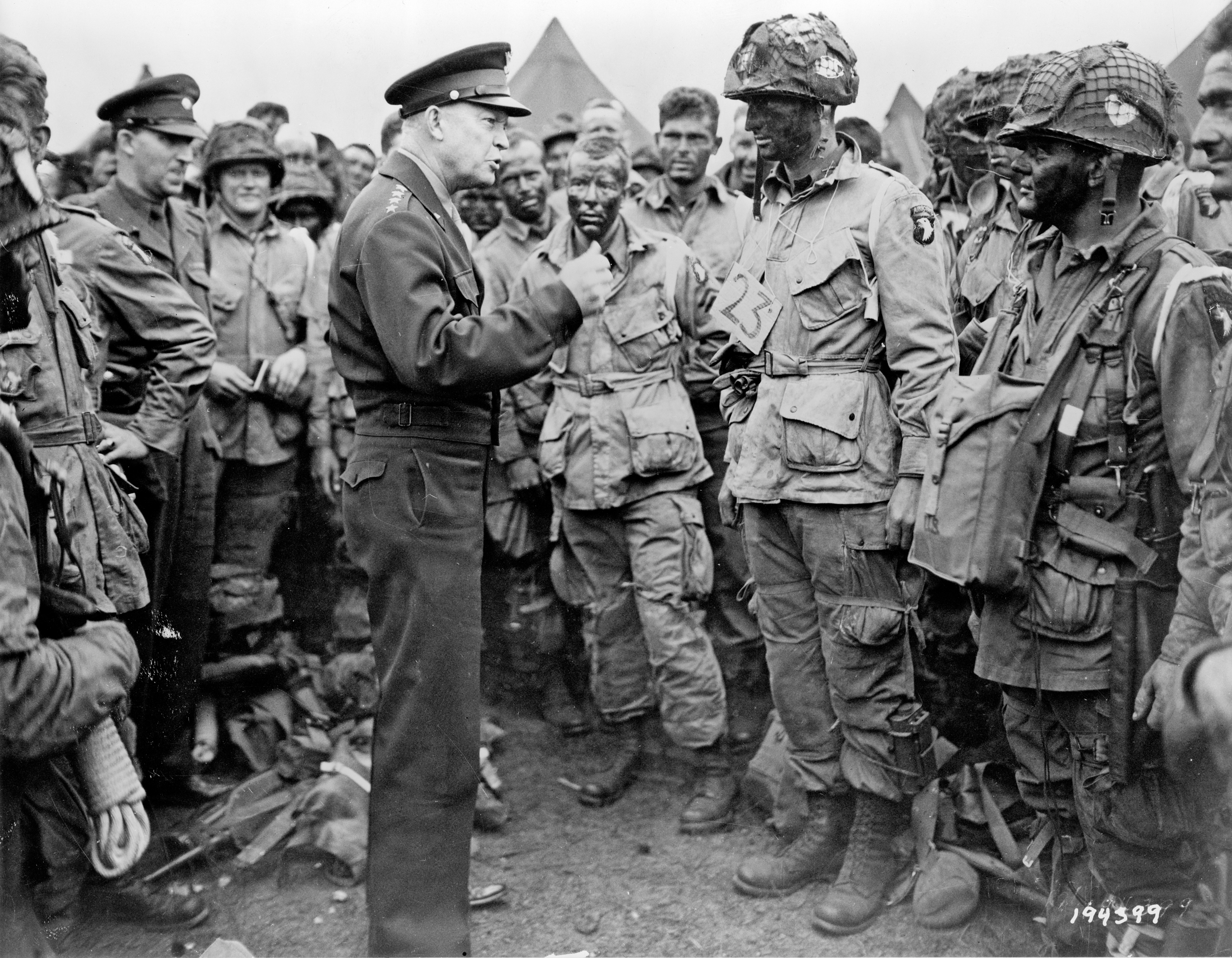
1944년 6월 5일 저녁, 노르망디에 강하하기 위해 집결한 미국 제101공수사단 제502낙하산병연대 2대대 E중대원들을 격려하는 드와이트 D. 아이젠하워 장군

Screaming Eagles라는 별칭을 가진 미국 육군의 사단급 부대. 제 2차 세계대전이 진행 중이던 1942년에 공수부대로 창설되었다. 현재는 공수부대 대신, 공중강습사단으로 변경되어 헬리콥터 투입 작전에 동원되고 있다. 101 공수사단은 2차 세계대전 중 노르망디 상륙작전, 마켓 가든 작전, 벌지 전투 등 작전에 참여한 실전형 부대이다. 특히 노르망디 상륙작전에서는 101공수사단 낙하산병연대 소속 병들 중 대다수가 전사했지만, 이들의 공수작전에 힘입어 연합군은 작전에 성공할 수 있었다. 제 2차 세계대전에서 101 공수사단 502 낙하산병연대 2대대 E 중대원들이 보여주었던 전우애는 미국 HBO사의 드라마, 밴드 오브 브라더스로 제작되었다.

#### 제173공수여단
1965년 101 공수사단에서 1여단이 독립에 창설된 부대이다. 역사는 비교적 짧지만 주요 작전을 수행했다. 베트남전의 유일한 공수작전인 '정션 시티 작전'에서 전투강하를 성공시키기도 하였다. 무성한 정글 환경이 있는 베트남의 환경 특성 상, 수송기를 활용한 강하 작전보다 헬기로의 병력투입이 용이하였고, 173 공수여단은 헬기를 이용한 공수강하를 진행하였다. 베트남 전쟁 이후 해체되었다가 2000년에 재창설, 이후 테러와의 전쟁에 투입되었다. 주둔지가 유럽인 이점을 이용해 이라크 자유작전에서는 여단병력이 수송기에 나누어 탑승하여 이라크 북부에 침투했다. 2차대전 이후 처음으로 여단급 전투강하를 성공시키며 공수부대의 존재감을 세계에 알렸다. 이라크 자유작전에 투입된 제173공수여단 준타 하사는 베트남전 이후 처음으로 살아서 명예훈장을 수훈하기도 하였다.

### 프랑스

#### 제1후사르공수연대
1730년대, 후사르 기병대로 창설되어 현대에 와서 공수부대로 전환되었다. 프랑스는 다른 국가들에 비해 비교적 일찍 공수부대의 효과를 깨닫고 공수부대 편성에 심혈을 기울였다. 제 2차 세계대전 이후 프랑스군은 공수부대의 효용성을 인식하고, 여러 부대를 창설하였다. 프랑스 공수부대는 육군 보병부대, 외인부대, 해병대(Troupes de marine; TDM), 육군 식민지부대 등 육군의 각급 부대에 창설되어 각종 식민지 전쟁에 참전하였다. 1954년, 프랑스의 제1차 인도차이나 전쟁 참전 이후 공수부대는 연대급으로 규모가 확장되었으며 최종적으로는 사단급에 편제되었다. 제1낙하산후사르연대는 알제리 전쟁에도 당연히 참전했는데, 이때 세계 최초의 헬리본 작전이 수행되었다.

### 러시아
러시아는 공수부대를 총참모부 산하 핵심 부대인 공수군으로 편성한 국가이다. 소련 공수군은 1931년 처음 공수훈련을 성공한 오래된 군이다. 국토가 넓은 러시아의 특성상 공수 기동을 통한 영토 방어, 유사시 작전 선두로 나서는 임무를 맡고 있다. 러시아의 정예부대이자, 신속기동부대이다 보니 소련-아프간 전쟁, 체첸전쟁, 돈바스 전쟁 등 굵직한 전투에 나선 실전 경험을 가진 군이다. 이런 특성 때문인지, 러시아 군에서 신형장비 보급이 가장 빠르게 되는 곳이기도 하다. 러시아 공수군은 2008년부터 시작된 러시아 국방개혁을 피해간 유일한 군이다. 육군, 공군, 해군, 우주군이 축소될 때 유일하게 규모가 확대되었다. 병력은 35,000명으로 추정된다.

## 같이 보기
- 제82공수사단

### 내용주
1. ↑  공중정진(空中挺進 쿠추테이신[*])의 줄임말, 일본군에서 운용한 정진부대에서 유래함.

### 참조주
1. ↑  “Founders Online: From Benjamin Franklin to Ingenhousz, 16 January 1784” (영어). 2021년 5월 15일에 확인함.
2. ↑  Blunt 1943, 5-9쪽
3. ↑  Holt & Holt 2006, 35쪽
4. ↑  Popular Science volume-132 1938, 58쪽

### 자료
- Blunt, Victor (1943). 《The Use of Air Power》 (영어). Military Service Publishing Company.
- Holt, Tonie; Holt, Valmai (2006). 《Major & Mrs Holt's Pocket Battlefield Guide to Ypres & Passchendaele》 (영어). Casemate Publishers. ISBN 9781844153770.
- Raymond J. Brown, 편집. (1938년 4월). “Parachute Jumping Nurses”. 《Popular Science Monthly》 (영어) (Bonnier Corporation) 4 (132). ISSN 0161-7370. K2XZ-E7K-TSAH.